# Samvera
Samvera是一款开源数字图书馆软件。Samvera原名Hydra，意为希腊神话中的九头蛇，表示该项目可做多用途。2009年由英国赫尔大学、美国弗吉尼亚大学、斯坦福大学和Fedora发起。
Hydra包括本地定制工具套件Hyrax，通用全包解决方案Hyku，多媒体库Avalon。2017年7月更名为Samvera，为冰岛语“亲密无间”之意，强调产品的协同特性。